# 鳩ヶ谷郵便局
鳩ヶ谷郵便局（はとがやゆうびんきょく）は埼玉県川口市にある郵便局。民営化前の分類では集配普通郵便局であった。

## 概要
住所：〒334-8799 埼玉県川口市坂下町1-6-12

## 沿革
- 1872年8月4日（明治5年7月1日） - 鳩ヶ谷郵便取扱所として開設[1]。
- 1875年（明治8年）1月1日 - 鳩ヶ谷郵便局（五等）となる。
- 1885年（明治18年）6月20日 - 貯金取扱を開始。
- 1886年（明治19年）11月16日 - 為替取扱を開始。
- 1897年（明治30年）9月26日 - 鳩ヶ谷郵便電信局となる。
- 1903年（明治36年）4月1日 - 通信官署官制の施行に伴い鳩ヶ谷郵便局となる。
- 1964年（昭和39年）1月26日 - 電話交換事務および和文電報配達事務を川口電報電話局鳩ヶ谷分室に移管[2]。
- 1964年（昭和39年）11月21日 - 特定郵便局から普通郵便局に局種別改定。
- 1984年（昭和59年）4月2日 - 鳩ヶ谷市桜町一丁目から同市坂下町一丁目に移転。
- 1999年（平成11年） - 外国通貨の両替および旅行小切手の売買に関する業務取扱を開始。
- 2007年（平成19年）10月1日 - 民営化に伴い、併設された郵便事業鳩ヶ谷支店に一部業務を移管。
- 2012年（平成24年）10月1日 - 日本郵便株式会社発足に伴い、郵便事業鳩ヶ谷支店を鳩ヶ谷郵便局に統合。

## 取扱内容
- 郵便、印紙、ゆうパック、内容証明
- 貯金、為替、振替、振込、国際送金、外貨両替・トラベラーズチェック、国債、投資信託
- 生命保険、バイク自賠責保険、自動車保険
- ゆうちょ銀行ATM
- 川口市域の安行・新郷・鳩ヶ谷各地区（郵便番号が334から始まる区域）の集配業務
- ゆうゆう窓口

## アクセス
- 埼玉高速鉄道線 鳩ヶ谷駅（出口3）から徒歩約3分
- 国際興業バス 武南警察署入口停留所下車
- 首都高速川口線 安行出入口から西へ約2km、東京外環自動車道 川口中央ICから南東へ約3km
- 国道122号沿い
- 駐車場あり：22台